# ミシェル・キコイーヌ
ミシェル・キコイーヌ (Michel Kikoïne, Mikhaïl Kikoïne; ベラルーシ語: Міхаіл Кікоін; ロシア語: Михаил Кико́ин (ミハイル・キコイン); 1892年5月31日 – 1968年11月4日) は、帝政ロシアに生まれ、フランスで活動したユダヤ系画家であり、特にエコール・ド・パリの画家として知られる。

## 略歴

### 生い立ち
1892年5月31日、ミハイル・キコインとして帝政ロシア（現ベラルーシ共和国ホメリ州）のレチツァに生まれた。父ペレツ・キコインはヴィーツェプスク（現ベラルーシ共和国）の銀行員で、母方の祖父はラビ（ユダヤ教の宗教的指導者）であった。一家はミシェルが生まれて間もなく、ヴィーツェプスクに近い小村レーゼクネ（現ラトビア共和国）に越した。

### ミンスク ― スーティン、クレメーニュとの出会い
1904年、一家はミンスクに引っ越し、ミシェルはクルーガー美術学校に入学。ここで仕立屋の見習いをしていたシャイム・スーティンと出会った。二人は1910年から共にヴィリニュス（現リトアニア共和国）にある美術学校（現ヴィリニュス芸術アカデミー）で学び、ここでピンクス・クレメーニュに出会った。3人はパリで勉強しようと決意し、キコイーヌとクレメーニュは1912年に、スーティンは1913年にそれぞれ渡仏した。キコイーヌはいったん親戚のもとに身を寄せ、エコール・デ・ボザール（国立高等美術学校）でフェルナン・コルモンに師事した。

### パリ ― ラ・リューシュ

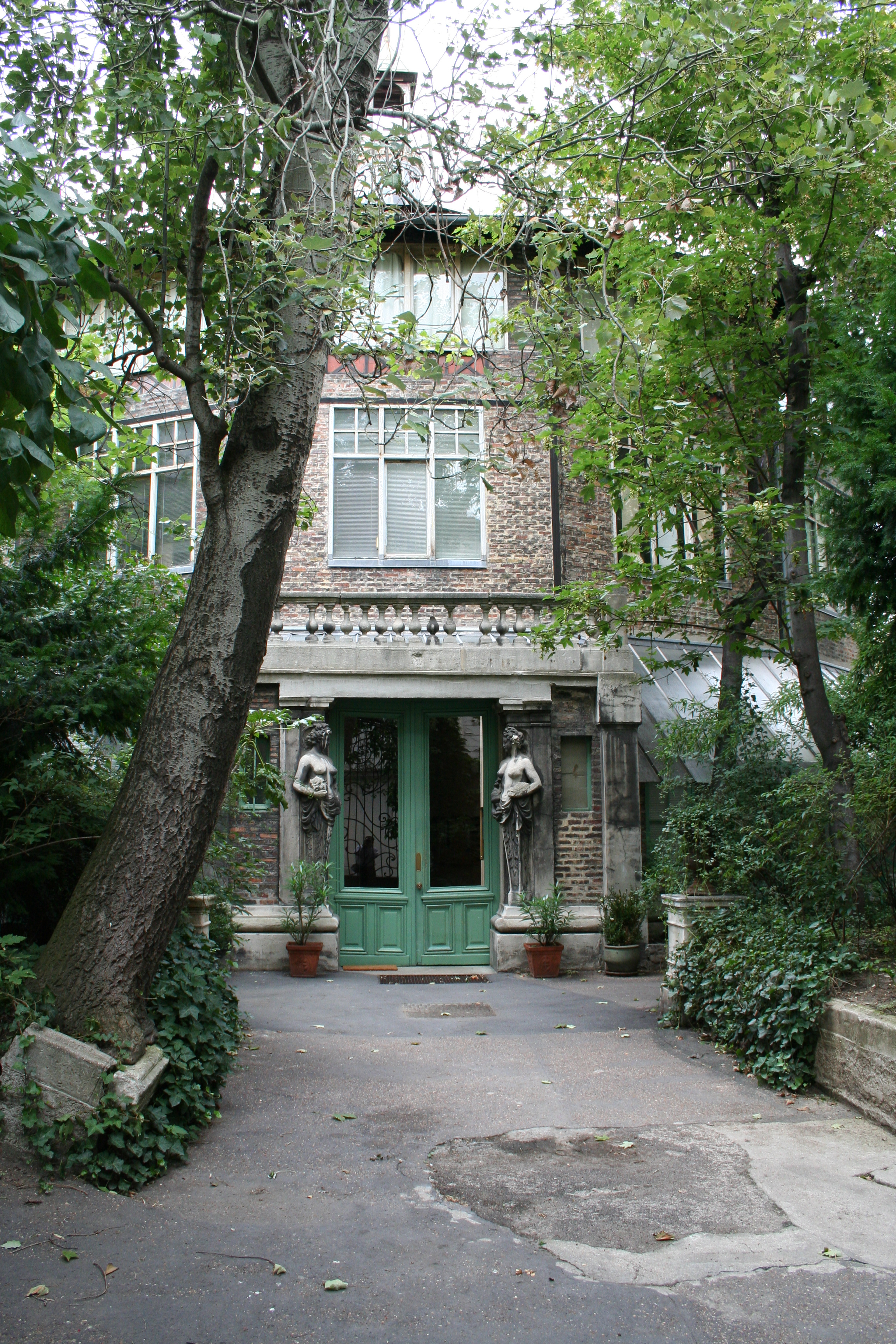
ラ・リューシュ

1914年、キコイーヌはミンスク高校で知り合ったローザ・ブニモヴィッツと結婚して、パリ15区の集合アトリエ「ラ・リューシュ」（モンパルナス地区; パッサージュ・ド・ダンツィーグ2番地）に引っ越し、ここでクレメーニュ、スーティンと再会した。このアール・ヌーヴォー様式の3階建てロタンダ（円形建築物）は、1900年のパリ万国博覧会の際にギュスターヴ・エッフェル (1832-1923) がヴォージラール屠殺場(1978年から1985年にかけて廃止・解体され、跡地にジョルジュ・ブラッサンス公園が造られた) の近くにボルドー・ワイン館として設計したものだが、1902年に彫刻家アルフレッド・ブーシェ(1850-1934) がこれを買い取り、周囲にアトリエを増築し（計140室）、欧州各国からやってきた貧しい画家や彫刻家らに提供していた。特に1910年代にはソ連や中東欧のユダヤ人弾圧を逃れてきた若い芸術家がここに集まり、「貧乏人のヴィラ・メディチ」と呼ばれていた。キコイーヌはここで、マルク・シャガール (1887-1985) 、オシップ・ザッキン (1888-1967)、ジャック・リプシッツ(1898-1986)、アメデオ・モディリアーニ (1884-1920)、フェルナン・レジェ (1881-1955) らに出会った。妻ローザは1915年に第一子クレール (1915-2013)、1920年に第二子ジャックを出産し、二人とも「ラ・リューシュ」で育てられた。ミシェルとローザはジャックの出生時にユダヤ系ロシア人の「ヤコブ」という名前を付けたが、出生届の際にフランス語読みの名前「ジャック」にするよう命じられたという。なお、ジャック・キコイーヌは現在、画家・彫刻家ジャック・ヤンケルとしてパリで活動している。

### 個展、南仏の風景
第一次世界大戦が勃発すると、キコイーヌは志願兵として従軍した。1919年、パリ8区のシェロン画廊（1915年12月、画商ジョルジュ・シェロンがラ・ボエティエ通り56番地に開設）で最初の個展が行われた。自由フランス海軍コマンド部隊の軍曹としても知られる美術評論家のギ・ド・モントロールがキコイーヌの絵画について記事を書いたことがきっかけとなり、美術品収集家のウジェーヌ・デカーヴが油絵15枚とデッサン40枚を買い取った。
1922年から1923年にかけて南仏に滞在していたスーティンを訪れ、セレやカーニュ＝シュル＝メール（アルプ＝マリティーム県）の風景を見出すことになった。1926年、ヨンヌ県アネ＝シュル＝スランに一軒家を購入（後の1987年、ジャック・ヤンケルがすぐ近くのノワイエ＝シュル＝スランの美術館に多数の素朴派画家の絵画を寄贈し、素朴派美術館が設立された）。1927年に「ラ・リューシュ」を去っていったんモンルージュに引っ越し、1933年に再びモンパルナスに居を構えた。

### 時代の証人画家展、イスラエル
1939年、第二次世界大戦が勃発すると、キコイーヌは召集を受け、エーヌ県ソワソンの近くに駐屯する予備軍に入隊した。駐屯兵の生活を描いたグワッシュ画が残っている。1942年、キコイーヌ一家はトゥールーズ近郊に住む息子のもとに身を寄せ、戦後、パリに戻った。
1950年代から活動を再開し、主に「時代の証人画家展(1951-1982)」で活躍した（1964年に同展のグランプリ受賞）。また、1950年以降、兄（弟）が住んでいたイスラエルをたびたび訪れ、個展も開催している。
晩年は娘のクレールが住む南仏に滞在する機会が多くなり、1968年11月4日、カンヌで死去した。
なお、娘のクレールは実業家アメデ・マラティエと結婚し、パリ3区のユダヤ芸術歴史博物館の設立に貢献し、エコール・ド・パリの作品のほか、同館の最も貴重な収蔵品の一つである「仮庵の祭り」の仮庵（幕屋; 19世紀のオーストリアまたはドイツ南部で使われていたものを再現）を寄贈した。

## 画集・参考資料
- Kikoïne, Édouard Roditi, Mendel Mann, Jacques Yankel, Piazza, 1973
- Les Pionniers de l'École de Paris, Fondation Kikoïne, 1992
- COLLECTION Les Études du CRIF, À LA CONQUÊTE DE LA MODERNITÉ - LES PEINTRES JUIFS À PARIS (ANNE LE DIBERDER)---仏ユダヤ系団体代表協議会 (CRIF) の学術雑誌; 2018年1月第47号; 特集「パリのユダヤ系画家」
- ミシェル・キコイーヌの息子で画家・彫刻家ジャック・ヤンケル、娘クレール・マラティエのインタビュー, 2012年7月, ユダヤ芸術歴史博物館